# 정희웅
정희웅(1995년 5월 18일~)은 대한민국의 축구 선수로, 포지션은 공격형 미드필더이다.

## 선수 경력
정희웅은 중경고등학교를 거쳐, 청주대학교에 진학하였다.
청주대학교에서 등번호 11번을 달고 뛰었으며, 대한민국 U-19 팀에 발탁되기도 하였다.
2016년 12월 16일 서울 이랜드에 신인 자유계약으로 입단하였다. 2017년 9월 9일 FC 안양과의 홈 경기에서 선발 출장하여, 프로 무대 데뷔전을 치렀다. 2018년 1월 8일 서울 이랜드 FC와 계약 해지에 합의하며 팀을 떠났다.
2018년 1월 12일 정희웅은 FC 안양에 자유 계약으로 합류하였다.
2019시즌을 앞두고 전남 드래곤즈로 이적했다.
2020시즌을 앞두고 대전 하나 시티즌에 입단했다.